# Kokin Wakashū
Kokin Wakashū (古今和歌集 (Cổ kim Hòa ca tập)) là một tập thơ waka của thời kỳ Heian, bao gồm tổng cộng 20 phần. Nó được biên tập theo lệnh của Thiên hoàng Daigo và chính thức được trình lên cho ông vào năm 905 (Diên Hỷ thứ 5), đồng thời trở thành chokusen wakashū (tập thơ trình lên Thiên hoàng) đầu tiên. Tập thơ này trở thành khuôn mẫu cho các chokusen wakashū về sau và để lại ảnh hưởng lớn lên văn học Nhật Bản xoay quanh văn hóa kokufū và ca học.

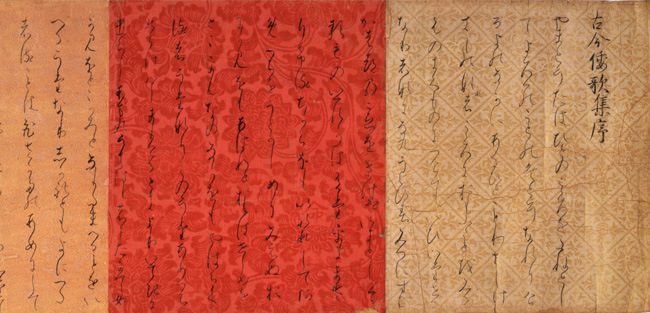
Lời mở đầu bằng kana (cuộn)
Mở đầu của lời nói đầu, còn gọi là kanajo. Tuy tên ban đầu của kanajo là Kokin Yamato Kashūjo, cái tên này không xuất hiện trong các bản về sau của tập thơ. Tập thơ được sao chép và chỉ định là quốc bảo vào khoảng thế kỷ 12 và hiện thuộc sở hữu của bảo tàng mỹ thuật Ōkura.

Bản lâu đời nhất của tập thơ này còn nguyên vẹn lời dẫn và 20 phần được sản xuất cuối thời kỳ Heian vào năm 1120 (Vĩnh Nguyên thứ 3), được chia làm 2 phần và gọi là bản Vĩnh Nguyên.
Tập thơ thường được gọi tắt là Kokinshū (古今集 (Cổ kim tập)) hay ngắn hơn nữa là Kokin.
Lời của quốc ca Nhật Bản Kimigayo đến từ bài thơ thứ 343 của tập thơ này của một tác giả vô danh mang tên "Hoàng thượng sẽ sống lâu ngàn năm, cho đến khi những viên sỏi hóa thành các tảng đá phủ rêu" (我が君は千代に八千代にさざれ石の巌となりて苔のむすまで Wagakimi wa chiyo ni yachiyo ni sazareishi no iwa to narite koke no musu made).

## Biên tập
Kokin Wakashū có 2 lời dẫn - 1 lời dẫn bằng kana (kanajo) và lời dẫn còn lại bằng kanji (manajo). Theo kanajo, các nhà biên tập đã soạn tập thơ này từ những bài waka không được chọn vào Vạn diệp tập từ thời cổ đại đến thời của các biên tập viên và trình lên Thiên hoàng ngày 18 tháng 4 âm lịch năm 905 (Diên Hỷ thứ 5). Tuy nhiên, bản hiện tại của tập thơ này bao gồm cả các bài thơ sáng tác sau năm Diên Hỷ 5, do đó có các giả thuyết cho rằng nó được hoàn thành vào năm 913 (Diên Hỷ 13) hoặc 914.
4 biên tập viên tham gia biên tập Kokin Wakashū là Ki Tomonori, Ki Tsurayuki, Ōshikōchi no Mitsune, và Mibu no Tadamine. Tuy lời dẫn ban đầu được Tomonori viết, chữ ký ở cuối kanajo lại là của Tsurayuki, đồng thời phần 16 có lời dẫn "Những lời cuối của Ki Tomonori" bao gồm các bài waka của Tsurayuki và Tadamine. Từ đó, có thể suy luận rằng Tsurayuki là biên tập viên chính, còn Tomonori mất trong khi tập thơ vẫn đang được biên soạn.

Kanajo và manajo viết về quá trình biên tập như sau:
Kanajo: Ngày 18 tháng 4 năm Diên Hỷ thứ 5, Đại nội ký Ki Tomonori, Ngự thư Ki Tsurayuki, cựu Thiếu mục Kai Ōshikōchi no Mitsune, và học sinh Hữu Vệ Môn phủ Mibu no Tadamine trình Thiên hoàng các bài waka không có trong Vạn diệp tập, bao gồm cả các bài của họ, (lược bỏ) tổng cộng 1000 bài, chia làm 20 phần, đặt tên là Kokin Wakashū.
Manajo: Tại đây, Đại nội ký Ki Tomonori, Ngự thư Ki Tsurayuki, cựu Thiếu mục Kai Ōshikōchi no Mitsune, và học sinh Hữu Vệ Môn phủ Mibu no Tadamine nhận chiếu chỉ trình Thiên hoàng những tập waka cổ, gọi là Tục Vạn diệp thư. Cũng tại đây, theo một chiếu chỉ khác, các bài waka đó được phân loại, chia làm 20 phần, đặt tên là Kokin Wakashū. (lược bỏ) Hôm nay, ngày 15 tháng 4 năm Ất Sửu Diên Hỷ thứ 5, thần Tsurayuki xin cung kính mở đầu tập thơ.

Dựa trên hai lời dẫn này, quá trình biên tập bao gồm hai giai đoạn thu thập và phân loại waka, và tập thơ được trình tấu năm Diên Hỷ thứ 5. Tuy nhiên, như đã nói ở trên, tập thơ bao gồm một số bài waka sáng tác sau năm Diên Hỷ 5, nên tháng 4 năm Diên Hỷ 5 có thể chỉ là ngày phát chiếu chỉ, còn ngày trình tấu muộn hơn. Dẫu vậy, vì không có lý do gì tập thơ không ghi lại ngày trình tấu cùng ngày phát chiếu, có thể tập thơ được mở rộng về sau. Không rõ lý do tại sao ngày tháng của hai lời dẫn khác nhau, và cái tên Tục Vạn diệp thư xuất hiện trong manajo không được nhắc đến trong bất kỳ tác phẩm nào khác. 
Trong lời dẫn của một bài waka thuộc phần 10 của Tsurayukishū - tập thơ riêng của Tsurayuki, ông viết: 
Vào thời Diên Hỷ, những người thuộc waka thường được mời đến trình diễn tại phía đông điện Thừa Hương. Ngày đầu tiên, trong khi đêm đang buông xuống, Hoàng thượng nghe thấy tiếng chim cu cu hót. Vì là buổi tối ngày 6 tháng 4, Hoàng thượng thấy kỳ lạ, và tôi đã vịnh bài thơ này. 
Đây được coi là điểm khởi đầu của quá trình biên tập Kokin Wakashū. Ngày bắt đầu được chép là ngày 6 tháng 4, tuy nhiên không thể là năm Diên Hỷ 5 (vì không thể biên tập một tập thơ đồ sộ như vậy chỉ trong 10 ngày), nên chắc chắn tập thơ này được biên soạn trong ít nhất 1 năm.

## Cấu trúc
Kokin Wakashū bao gồm 20 phần, chứa tổng cộng 1111 bài waka theo bản của Fujiwara no Sadaie (bản Sadaie). Bản này bao gồm kanajo ở đầu và manajo ở cuối, và nội dung khá chính xác so với bản gốc. Kanajo được viết bởi Ki no Tsurayuki và manajo được Ki no Yoshimochi viết. Một số bản khác sắp xếp theo thứ tự manajo-kanajo-waka, và có nhiều bản không có manajo. Về mối liên quan giữa kanajo và manajo, có các thuyết cho rằng kanajo là hàng giả được các thế hệ sau thêm vào (Yamamoto Yoshio), kanajo viết trước manajo (Kyūsojin Hitaku), hay kanajo tham khảo từ manajo và được sử dụng chính thức.
Kyūsojin ủng hộ thuyết kanajo viết trước manajo vì "Tsurayuki viết kanajo trong khoảng thời gian từ tháng 2 năm Diên Hỷ 6 đến tháng 1 năm Diên Hỷ 7 (lược bỏ) trong khi Ki no Yoshimochi đảm nhận manajo. Tuy có tham khảo văn chương về các bài thơ tiếng Trung, manajo vẫn tham khảo rất nhiều từ kanajo - điều có thể thấy rõ trong phần bình về Lục ca tiên và phần về quá trình biên soạn".
Ngoài 5 bài chōka và 4 bài sedōka, các bài waka còn lại đều thuộc thể loại tanka. Nội dung của 20 phần (theo bản Sadaie) như sau:
- (kanajo)
- Phần 1: Xuân ca 1
- Phần 2: Xuân ca 2
- Phần 3: Hạ ca
- Phần 4: Thu ca 1
- Phần 5: Thu ca 2
- Phần 6: Đông ca
- Phần 7: Hạ ca[e]
- Phần 8: Ly biệt ca
- Phần 9: Ky lữ ca
- Phần 10: Vật danh
- Phần 11: Luyến ca 1
- Phần 12: Luyến ca 2
- Phần 13: Luyến ca 3
- Phần 14: Luyến ca 4
- Phần 15: Luyến ca 5
- Phần 16: Ai thương ca
- Phần 17: Tạp ca 1
- Phần 18: Tạp ca 2
- Phần 19: Tạp thể (chōka, sedōka, haikaika)
- Phần 20: Đại ca Ngự sở ca, Thần du ca,[f] Đông ca
- (Mặc diệt ca)
- (manajo)

Mặc diệt ca ở cuối sách chỉ có trong bản Sadaie, bao gồm 11 bài thơ. Fujiwara no Sadaie viết: "Gia gia xưng chứng bản chi bản, sạ thư nhập mặc diệt ca, kim biệt thư chi" (Có những bài waka trong các chứng bản (bản quan trọng) của Kokin Wakashū bị dập mực không thể đọc được nữa, nay chép riêng thành một phần trong tập này". Hơn nữa, các bản cổ như bản Sadaie thường chia làm 2 quyển, mỗi quyển 10 phần. Các phân loại waka trong Kokin Wakashū về sau trở thành cơ sở phân loại waka được sử dụng tại các ca hội và các bài ca luận, đồng thời trở thành cơ sở phân loại các bài renga.
Năm 2000, Komatsu Hideo đã trình bày một thuyết mới giải thích lý do một bài chōka lại được gọi là tanka trong phần 19.

## Các nhà thơ
Khoảng 40% thơ trong Kokin Wakashū không rõ tác giả, và 20% khác là của các biên tập viên.
Các tác giả tiêu biểu nhất được liệt kê theo số bài thơ như sau, trong tất cả 1111 bài thơ (tính cả Mặc diệt ca).
- Ki Tsurayuki: 102 bài, chiếm trung tâm phần 6. Biên tập viên.
- Ōshikōchi no Mitsune: 60 bài, chiếm trung tâm các phần 2, 3, 5. Biên tập viên.
- Ki Tomonori: 46 bài, chiếm trung tâm các phần 8, 12. Biên tập viên.
- Mibu no Tadamine: 36 bài. Biên tập viên.
- Sosei: 36 bài, chiếm trung tâm phần 9. Con của Henjō, có nhiều bài thơ nhất trong số các nhà thơ không biên tập.
- Ariwara no Narihira: 30 bài, chiếm phần đầu các phần 13, 15. Một trong Lục ca tiên.
- Ise: 22 bài, chiếm trung tâm các phần 1, 13, 18. Làm việc cho Fujiwara no Yoshiko, cung nữ của Thiên hoàng Uda.
- Henjō: 18 bài, chiếm trung tâm phần 4. Một trong Lục ca tiên.
- Fujiwara no Okikaze: 17 bài, chiếm trung tâm các phần 4, 10, 20 (trong đó có bài waka thứ 1100, khép lại tập thơ).
- Ono no Komachi: 17 bài, chiếm phần đầu phần 12. Một trong Lục ca tiên.
- Kiyohara no Fukayabu: 17 bài.
- Ariwara no Motokata: 14 bài, chiếm phần đầu phần 1 (mở đầu tập thơ). Con của Ariwara no Munehari, cháu của Narihira.